# موسی نبی‌پور
موسی نبی‌پور اشرفی (متولد ۲۳ مرداد ۱۳۶۲ در بهشهر) یک بازیکن حرفه‌ای بسکتبال اهل ایران می‌باشد. او در پست سنتر برای دانشگاه آزاد در لیگ برتر ایران بازی می‌کند.

## افتخارات

### ملی
- جام ملت‌های آسیا
  - مدال طلا در سال ۲۰۰۷
  - مدال طلا در سال ۲۰۰۹
- بازی‌های آسیایی
  - مدال برنز در سال ۲۰۰۶

### باشگاهی
- لیگ برتر ایران'
  - قهرمانی در سال ۲۰۰۳ (صنام)
  - قهرمانی در سال ۲۰۰۵ (صنام)
  - نایب قهرمان (صنام)
  - مقام سوم (کاوه تهران)

### حضور در مسابقات مهم
- - المپیک پکن ((۲۰۰۸))
  - جام جهانی ترکیه ( ۲۰۱۰ )

### مقام های دیگر ملی
قهرمان ویلیام جونز (۲۰۱۱)